# Mälaren
Mälaren (schwed. ohne dt. Artikel; auch dt. der Mälarsee, veraltet der Mellersee) ist nach Vänern und Vättern mit 1090 km² der drittgrößte See Schwedens und damit etwa doppelt so groß wie der Bodensee. Westlich von Stockholm gelegen, ist er bis zu 66 m tief und über den Södertälje-Kanal, die Hammarby-Schleuse, die Slussen-Schleuse sowie den Norrström mit der Ostsee verbunden. An Mälaren liegen unter anderem die Städte Stockholm, Södertälje, Västerås, Enköping und Köping sowie berühmte Sehenswürdigkeiten wie das Schloss Gripsholm in Mariefred und das Schloss Drottningholm. 
Trotz der vielen Wochenendhäuser am Seeufer, die in erster Linie von den Einwohnern des urbanen Ballungsgebietes bewohnt werden, gibt es große, noch nicht touristisch erschlossene Gebiete, die den See neben dem Stockholmer Schärengarten vor der Küste als Naherholungsgebiet attraktiv machen. Zur abwechslungsreichen Schönheit des Sees tragen auch die vielen Buchten, Inseln und Halbinseln bei. Mälaren ist, mit Inseln und Strandgebieten, als Reichsinteresse klassifiziert.

## Natur
Im See gibt es 31 Fischarten, wovon der Stint die häufigste Art ist. Der Charaktervogel von Mälaren ist der Fischadler, der hier in größerer Anzahl vorkommt. Neben diesem wurden bei einer Zählung im Jahre 2005 die Arten Fluss-Seeschwalbe, Silbermöwe, Lachmöwe, Sturmmöwe, Stockente, Reiherente, Kanadagans, Schellente, Heringsmöwe und Flussuferläufer am häufigsten registriert. Vom Kormoran, der seit 1994 wieder im See brütet, hat man bei dieser Zählung über 2000 Gelege gefunden.

## Geschichtliches
Bis zur Wikingerzeit war Mälaren eine Ostseebucht; erst im 10. Jahrhundert wurde er durch die postglaziale Landhebung allmählich von der Ostsee getrennt. Auf Inseln im See finden sich die beiden archäologischen Fundstätten Birka und Hovgården, die vom 8. bis ins 10. Jahrhundert bzw. über rund 200 Jahre hinweg wichtige Handelsplätze der Wikinger waren. Beide Plätze wurden 1993 in die Liste des Weltkulturerbes aufgenommen. Die heutige Oberfläche des Sees liegt etwa 70 cm über dem Meer. Entlang des Seeufers finden sich auch 25 Runensteine sowie eisenzeitliche Gräber.
Untersuchungen am See im Jahr 2020 brachten Ablagerungen zum Vorschein, die auf ein Tsunami-Ereignis um das Jahr 1.171 v. Chr. (als der See bzw. die Bucht noch mit der Ostsee direkt verbunden war) hindeuten. Dabei konnten Wellenhöhen von geschätzt etwa zehn Metern (Anbrandungs- und Auflaufhöhen bis ca. 16,5 Meter) nachgewiesen werden. Was genau den Tsunami verursachte, ist bislang unklar. Möglicherweise löste ein Erdbeben oder ein Austritt von Methangas am Meeresboden den Tsunami aus.

## Rund um Mälaren
Seit 1892 wurde, mit Unterbrechungen, das rund 300 Kilometer lange Radrennen Rund um Mälaren (Mälaren Runt) ausgetragen, 1987 zum vorerst letzten Mal. Es war das wichtigste Straßenrennen Schwedens, führte von Stockholm rund um den See und zurück nach Stockholm. Von 1906 bis 1946 und in den 1950er Jahren wurde dort die schwedische Straßenmeisterschaft ausgefahren. Bei den Olympischen Spielen 1912 führte das Straßenrennen über diese Strecke.

## Wirtschaft
Durch Unternehmen wie Stockholm Vatten und Norrvatten wird dem See Wasser für etwa 1,3 Millionen Menschen entnommen.

## Größere Inseln
- Adelsön
- Aspön
- Björkö mit dem Weltkulturerbe Birka
- Ekerö
- Fjäringsö
- Helgö
- Kungsholmen (Stockholm)
- Kurön
- Lilla Essingen (Stockholm)
- Lovön
- Munsön
- Ridön (Västmanland)
- Ridön (Södermanland)
- Selaön
- Stora Essingen (Stockholm)
- Svartsjölandet
- Tosterön

## Varia
Mälaren ist das 32. Kapitel von Selma Lagerlöfs Roman Die wunderbare Reise des kleinen Nils Holgersson mit den Wildgänsen gewidmet.

## Nachbau
Der im Jahr 2004 künstliche angelegte Meilansee Meilan Lake in der Planstadt Luodian, einer Stadt im Bezirk Baoshan (Shanghai), ist inspiriert vom Mälaren.